# Boris (band)
Boris is een Japanse band die in 1992 is opgericht. De band staat bekend om het feit dat ze meestal per album van genre wisselen. Hoewel de oorsprong van de groep in de hardrock en de metal ligt, is de muziek van Boris zeer divers te noemen en het heeft vaak een experimenteel karakter.
De naam van de band is afgeleid van het nummer "Boris" van The Melvins, die samen met Earth een belangrijke inspiratiebron vormden. Dit blijkt onder andere uit de lage stemmingen en het vaak lage tempo van de nummers. Sommige albums zijn enigszins onconventioneel van opzet, zo bestaan zowel Absolutego uit 1996 als Flood uit 2000 uit een lang nummer van meer dan een uur.
De muziek van Boris ontvangt over het algemeen positieve kritieken, met name het album Pink uit 2006 werd wereldwijd lovend ontvangen. Ook wordt de band vaak als invloed genoemd door jongere generaties muzikanten, onder meer door Sunn O))), met wie Boris in 2006 samen het album Altar uitbrachten